# Anneliese Küppers
Anneliese Küppers, nach Heirat Anneliese Schaurte, (* 6. August 1929 in Duisburg; † 24. September 2010 in Meerbusch) war eine deutsche Dressurreiterin. 
Bei den Olympischen Spielen 1952 in Helsinki nahmen erstmals Reiterinnen an Olympischen Spielen teil. Bei den Olympischen Spielen 1956 in Stockholm traten für die deutsche Mannschaft in der Dressur mit Liselott Linsenhoff, Hannelore Weygand und Anneliese Küppers drei Frauen an. Anneliese Küppers ritt dabei die Stute Afrika, mit der Ida von Nagel vier Jahre zuvor bereits Mannschaftsbronze gewonnen hatte. Anneliese Küppers belegte in der Einzelwertung den 14. Platz, die deutsche Mannschaft gewann hinter der schwedischen Equipe die Silbermedaille vor den punktgleichen Schweizern.
Dafür wurde sie am 21. Januar 1957 mit dem Silbernen Lorbeerblatt ausgezeichnet.
Anneliese Küppers, die bereits mit fünf Jahren das Reiten erlernt hatte, leitete nach ihrer sportlichen Karriere das Gestüt Lauvenburg, das ihrem Schwiegervater Werner T. Schaurte gehörte.